# Schaal Sels 1994
La Schaal Sels 1994, sessantanovesima edizione della corsa, si svolse il 30 agosto 1994 su un percorso di 170 km, con arrivo a Merksem. Fu vinta dal belga Danny Verelst della Trident-Schick davanti ai suoi connazionali Eric Torfs e Ludo Dierckxsens.

## Ordine d'arrivo (Top 10)
| Pos. | Corridore            | Squadra                         | Tempo    |
| ---- | -------------------- | ------------------------------- | -------- |
| 1    | Danny Verelst        | Trident-Schick                  | 4h10'00" |
| 2    | Eric Torfs           | Zetelhallen                     | s.t.     |
| 3    | Ludo Dierckxsens     | Saxon-Selle Italia              | a 1'10"  |
| 4    | Ludo Giesberts       |                                 | s.t.     |
| 5    | Peter Spaenhoven     | Palmans-Renault-Inco Coating    | s.t.     |
| 6    | Rudi Vingerhoets     | Zetelhallen-Vosschemie-Bioracer |          |
| 7    | Peter Van Hoof       |                                 |          |
| 8    | Danny De Bie         |                                 |          |
| 9    | Danny Van Zijl       |                                 |          |
| 10   | Christophe Detilloux |                                 |          |